# Innovationspsychologie
Die Innovationspsychologie ist ein Teilgebiet der Organisationspsychologie, die sich mit dem Erleben und Verhalten von Menschen in Organisationen beschäftigt. Eine Organisation wird dabei als ein System aus Menschen und Technologien betrachtet, deren Prozesse durch Regelungen strukturiert und zeitlich stabil sind. Die Tätigkeiten sind auf einen bestimmten Zweck oder ein Ziel hin ausgerichtet.
Die Organisationspsychologie untersucht folgende in Organisationen zu beobachtenden Beziehungen:
a)	zwischen dem Individuum und den ihm gestellten Aufgaben
b)	zwischen dem Individuum und seinem sozialen Umfeld
c)	zwischen dem Individuum und der formalen Organisationsstruktur
Die Organisationspsychologie steht in enger Verbindung zu anderen Bereichen, wie den Grundlagenfächern der Psychologie (Differentielle Psychologie, Sozialpsychologie, allgemeine Psychologie) aber auch der Betriebswirtschaftslehre, z. B. um die Gestaltungsmöglichkeiten verschiedener Organisationsstrukturen kennenzulernen.
Die Innovationspsychologie selbst beschäftigt sich mit dem Erleben und Verhalten von Menschen während eines gesamten Innovationsprozesses. 
Als Innovation wird dabei ein Produkt oder Verfahren bezeichnet, das im Ergebnis neu ist, d. h. sich gegenüber dem vorangehenden Zustand merklich – wie auch immer das zu bestimmen ist – unterscheidet und zu vermarkten ist. Neuerungen, die keinen Markterfolg vorweisen können, sind lediglich Erfindungen.
Den Start des Innovationsprozesses gibt immer die Idee: Ohne Idee keine Innovation. Der gesamte Innovationsprozess erstreckt sich von der Ideengenerierung über die Entscheidungsfindung bis zur Umsetzung und Vermarktung der Innovation. Bei der Ideengenerierung kommen v. a. Aspekte der allgemeinen Psychologie, wie Informationsverarbeitung und Motivation, aber auch Aspekte der differentiellen Psychologie, wie Kreativität und Intelligenz zum Tragen. Die Entscheidungsfindung hingegen beruht meist auf Gruppenprozessen, so dass hier die Sozialpsychologie herangezogen werden kann. Bei der Umsetzung und Vermarktung der Innovation stehen Themen wie Führung und Werbewirkung im Vordergrund, welche sich in der angewandten Sozialpsychologie wiederfinden.
Auf die Bedeutung der Konversation als Grundvoraussetzung und zugleich Instrument zur Innovation wiesen Lester und Piore hin (siehe Literatur). Die Konversation sei eine "missing dimension", also eine oft unterschätzte Dimension, ohne die Ideen nicht als Innovation umgesetzt werden könnten. Aeschbacher hat die Konversation als Managementmethode vorgeschlagen und entwickelt, um die Vielzahl von Ideen zu selektionieren und diejenigen, welche innerhalb einer Organisation am leichtesten umsetzbar sind, rasch und friktionslos umzusetzen (siehe Literatur).